# A szerelem jogán
A szerelem jogán (portugálul: Direito de amar) egy 1987-es brazil telenovella, amit a Globo készített. A főszerepben Glória Pires és Lauro Corona voltak. Magyarországon az MTV1 vetítette 1997 és 1998 között.

## Történet
A 20. század elején Rio de Janeiróban, a gazdag iparmágnás, Augusto Medeiros arra kényszeríti lányát, Rosáliát (Glória Pires) hogy a gazdag bankárral, Francisco de Montserrattal házasodjon össze. Azonban Rosália Adrianóba (Lauro Corona) szerelmes, De Monsterrat úr jóképű, orvos fiába.
Monsterrat figyelmét eközben Joanával (Ittala Nandi) is törődik, akit őrültnek tartanak és a villájának egy részében él bezárva. A nő túlságosan is sokat tud Montserrat sötét múltjáról. Rövidesen kiderül, hogy Joana valójában Montserrat felesége volt korábban, a férfi viszont özvegynek adta ki magát.
Monsterratnak szembe kell nézni régi riválisával Jorge Ramosszal, aki annak idején Joana kenyeiért is versenyzett emellett Adrianóral is nagy hatással volt, ami miatt orvosi pályát választott.

## Szereplők
| Színész                | Karakter                            |
| ---------------------- | ----------------------------------- |
| Glória Pires           | Rosália Alves Medeiros              |
| Lauro Corona           | Adriano de Monserrat                |
| Carlos Vereza          | Francisco de Monserrat              |
| Ittala Nandi           | Joana / Bárbara / Nanette           |
| Carlos Zara            | Dr. Jorge Ramos                     |
| Cissa Guimarães        | Paula Barbosa                       |
| Edney Giovenazzi       | Augusto Medeiros                    |
| Esther Góes            | Leonor Alves Medeiros               |
| Elias Gleizer          | Manuel Barbosa (dom Mañel)          |
| Yolanda Cardoso        | Catarina Barbosa                    |
| Cristina Prochaska     | Carola                              |
| Suzana Faini           | Mercedes                            |
| Célia Helena           | Berenice Reis (Berê)                |
| Rogério Márcico        | Raimundo Reis                       |
| João Carlos Barroso    | Danilo                              |
| Rômulo Arantes         | Nelo Barbosa                        |
| Priscila Camargo       | Alice                               |
| Older Cazarré          | Padre Inácio                        |
| Cinira Camargo         | Esmeralda                           |
| Betty Gofman           | Antônia (Tonica)                    |
| Tim Rescala            | Teotônio Andrade da Silva (Bodoque) |
| Narjara Turetta        | Mariana                             |
| Rosana Garcia          | Maria José (Marizé)                 |
| Luísa Thiré            | Maria Inês (Marinês)                |
| Carlo Briani           | Rogério Reis                        |
| Luca de Castro         | João Carlos (Juca)                  |
| Roberto Faissal        | Galileu                             |
| Felipe Donavan         | Tufi                                |
| Teresa Cristina Arnaud | Ondina                              |
| Kika Borja             | Luísa Paes de Almeida               |
| Maria Dulce Saldanha   | Flora                               |